# Erdei tündérfürt
Az erdei tündérfürt (Aruncus dioicus) a rózsafélék családjába tartozó, Eurázsiában és Észak-Amerikában elterjedt erdei növény. 

## Megjelenése
Az erdei tündérfürt 80–150 cm magas, évelő, lágyszárú, feltűnő virágzatú növény. Szára egyenesen felálló, szőrtelen, vékony, hengeres. Levelei átellenesen állók, többszörösen összetettek, páratlanul szárnyaltak, a szárhoz nyéllel kapcsolódnak. Egy összetett levelet 3-9 kisebb, 4–7 cm-es kétszeresen fogazott szélű, kihegyesedő végű, lekerekített vállú tojásdad levélke alkot.
Június-augusztusban virágzik. Kétlaki növény, vagyis egy növényen vagy csak porzós vagy csak termős virágot találhatunk. Virágai aprók, kb. 5 mm átmérőjűek, fehér szirmúak, bugavirágzatot alkotó tömött füzérekben nyílnak. A súlyos füzérek bókolva kihajolhatnak a virágzatból. A termős virágok hófehérek, míg a látványosabb porzósak sárgásfehérek.
Termése tüszőcsokor, augusztus-októberben érik be. 

## Elterjedése és termőhelye
Európa, Ázsia és Észak-Amerika mérsékelt égövi tájain honos, Amerikában elsősorban a keleti és nyugati parton. Magyarországon a Zempléni-hegységben, a Mátrában, a Karancson, a Börzsönyben, a Cserháton, a Naszályon, a Bakonyban, a Soproni-hegységben, a Kőszegi-hegységben és a Zselicben fordul elő.
Bükkösökben, gyertyános-tölgyesekben, szurdokerdőkben, patakparti ligeterdőkben, magaskórósokban terem. Árnyékkedvelő. Az üde, nedves, humuszgazdag, kissé savanyú vagy semleges pH-jú talajt részesíti előnyben.

## Jelentősége
Kerti dísznövényként alkalmazzák, amely fák árnyékába is ültethető. Tőosztással vagy magokkal szaporítható. Fiatal hajtásai és levelei főzve ehetőek, de csak kis mennyiségben ajánlott, mert a levelek cianogén glikozidokat tartalmaznak. Az észak-amerikai indiánok gyökérkivonatával méhcsípéseket, felületi sérüléseket kezeltek. A gyökeréből főzött teát a szülés utáni vérzés csillapítására, gyomorfájásra, hasmenésre, láz és belső vérzések ellen és a vizelés visszafogására itták. Külsőleg alkalmazva a tea a lábdagadást és a reumás fájdalmakat csökkenti.
Magyarországon védett, természetvédelmi értéke 5000 Ft. 

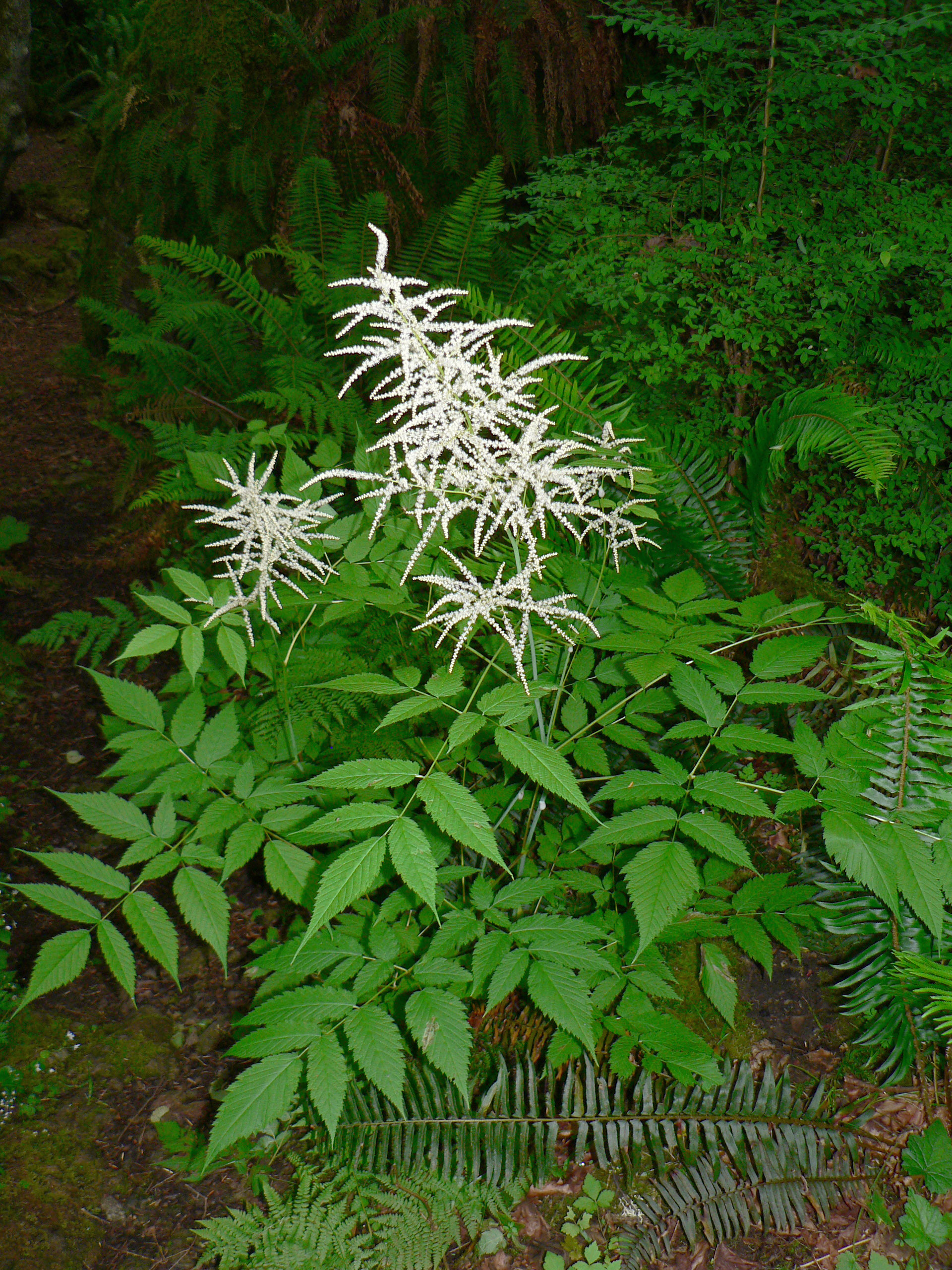
Erdei tündérfürt
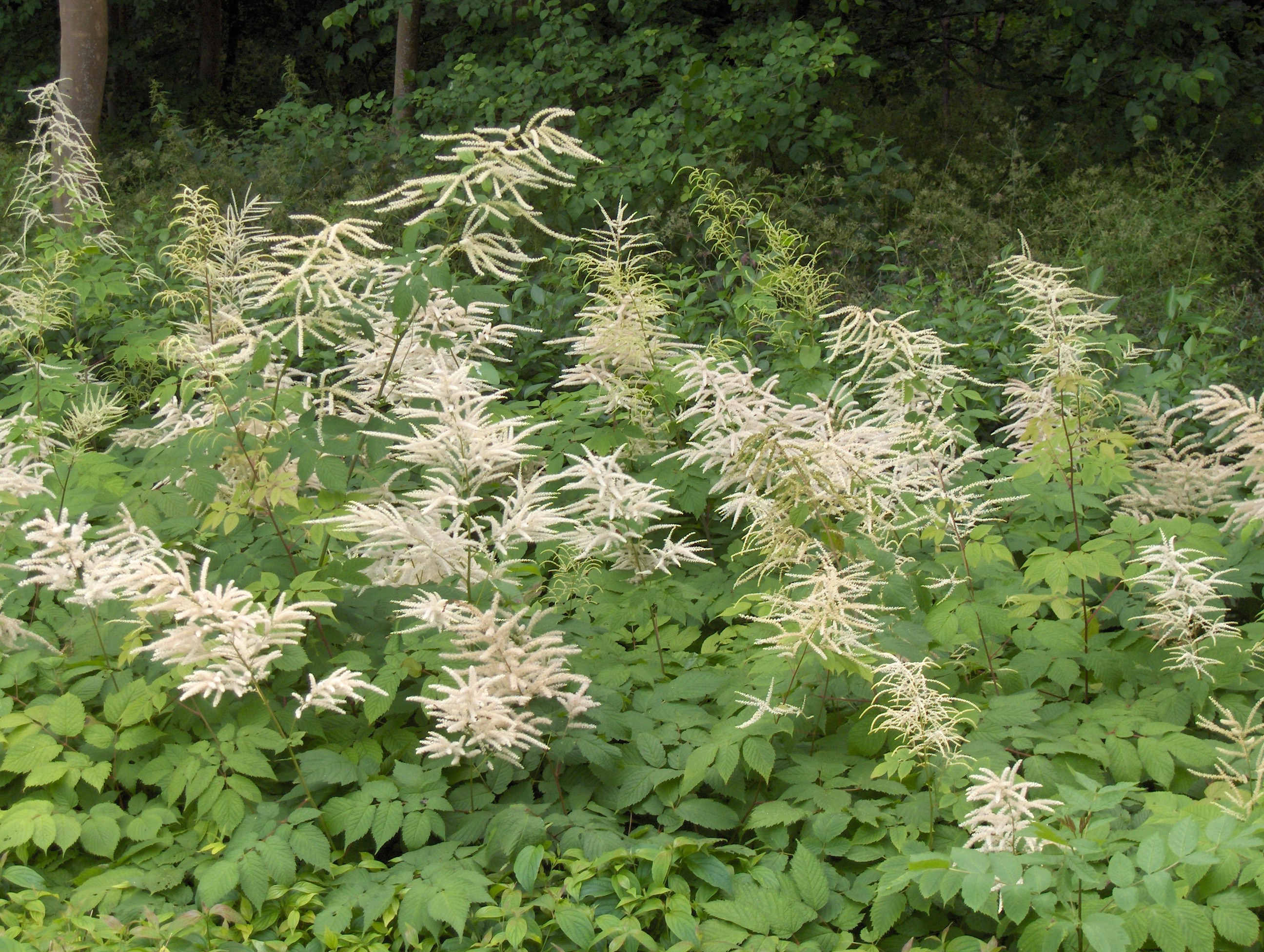
Tömegben
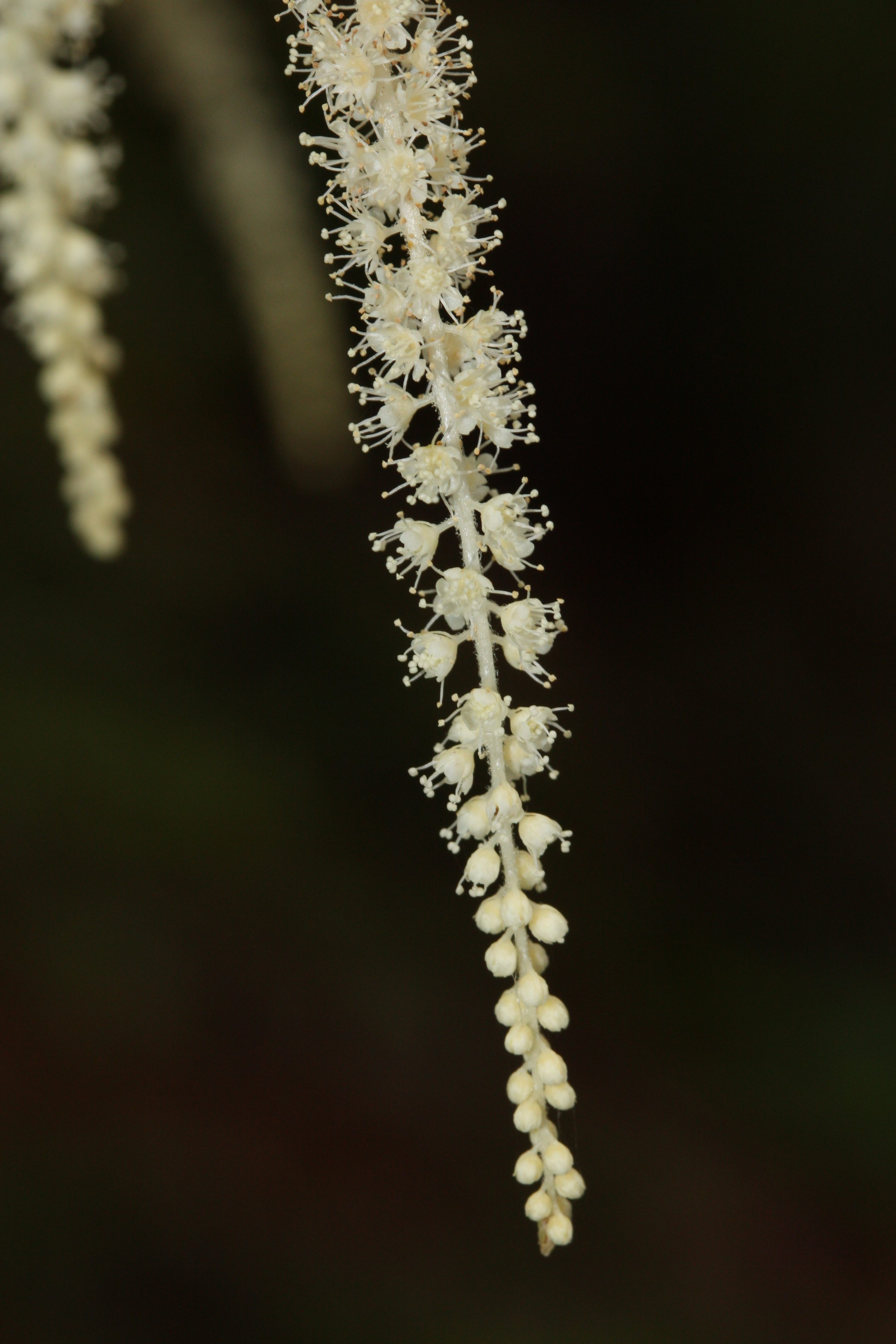
Porzós virág
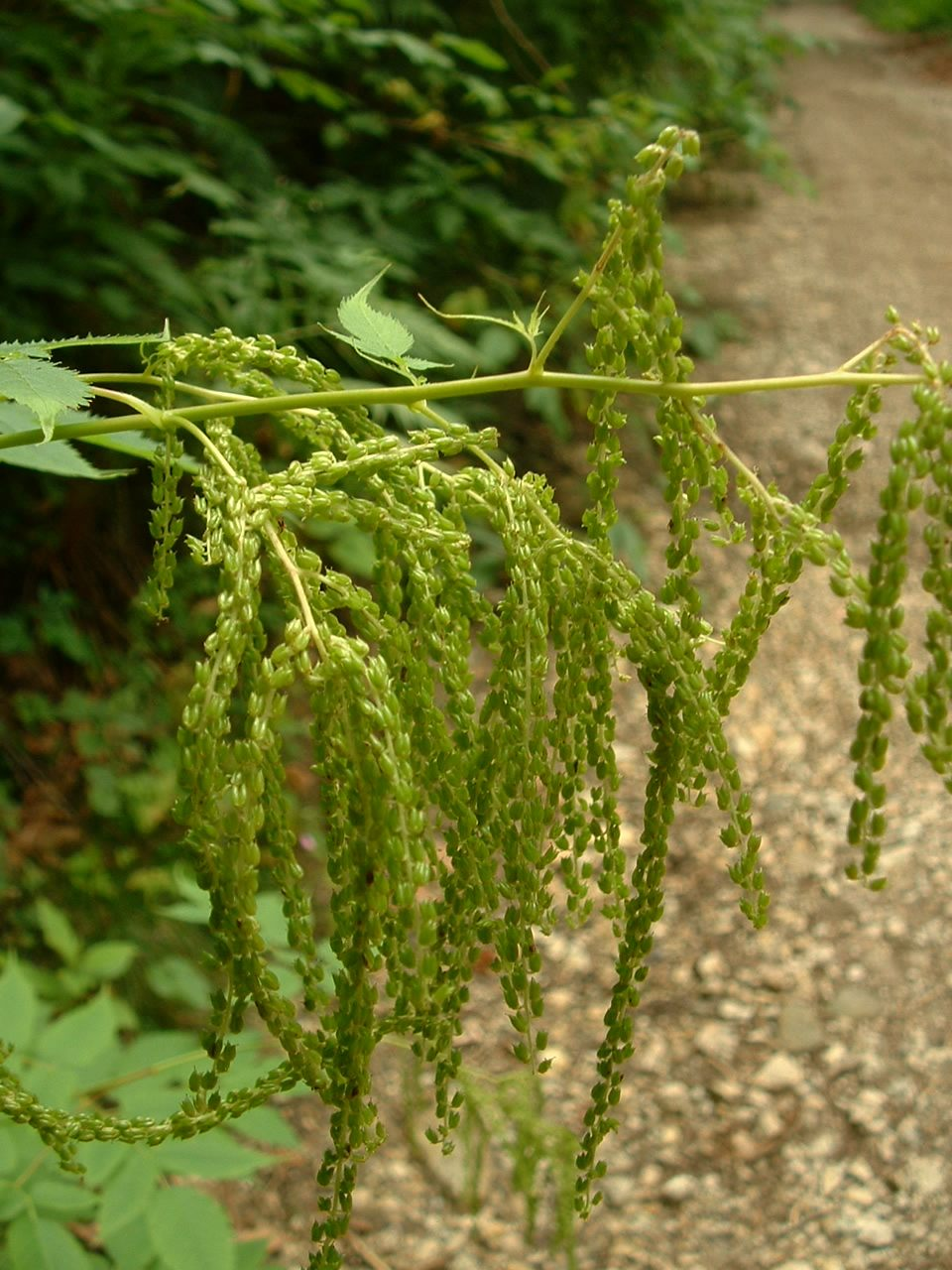
Éretlen...
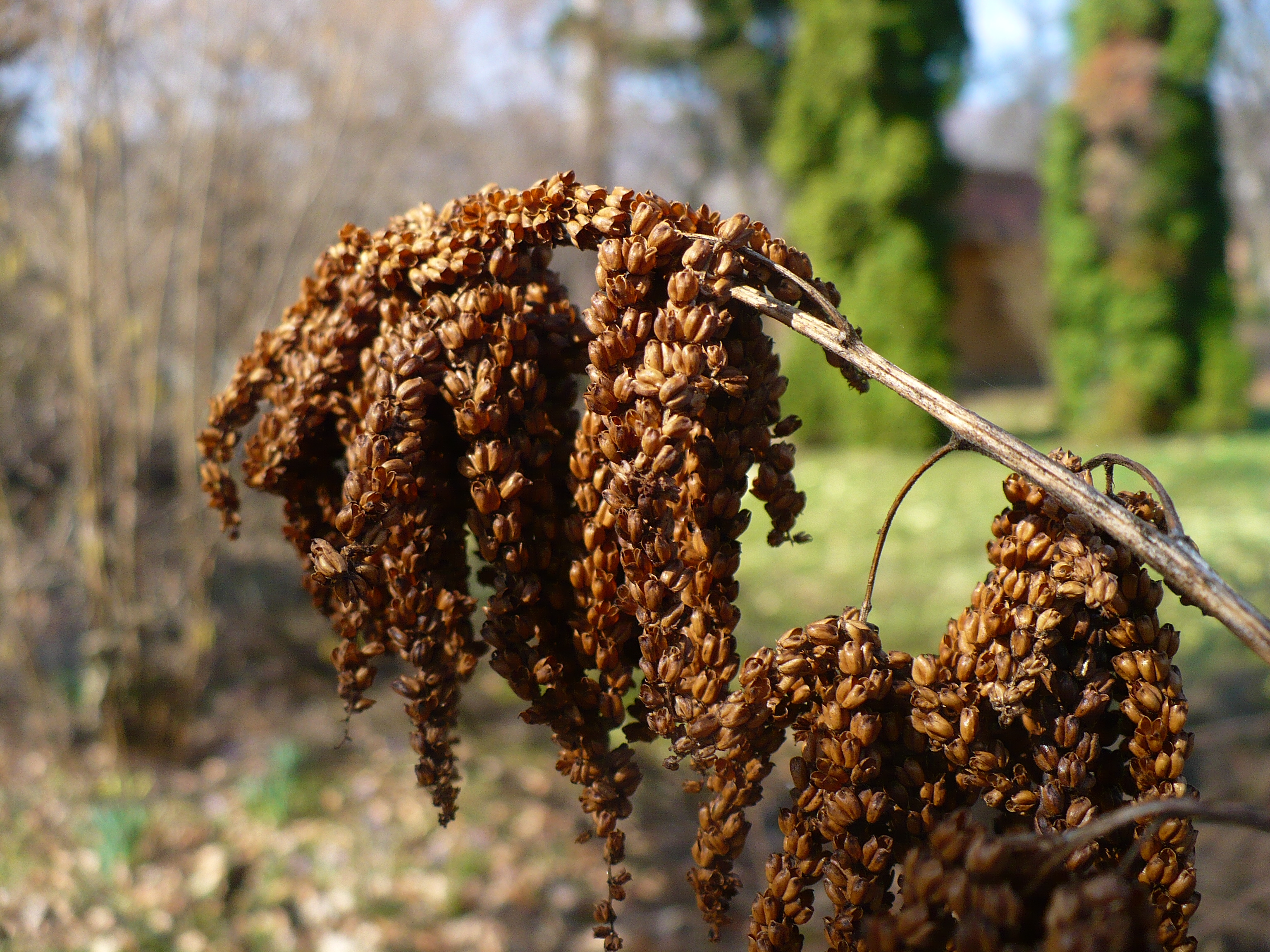
... és érett termése
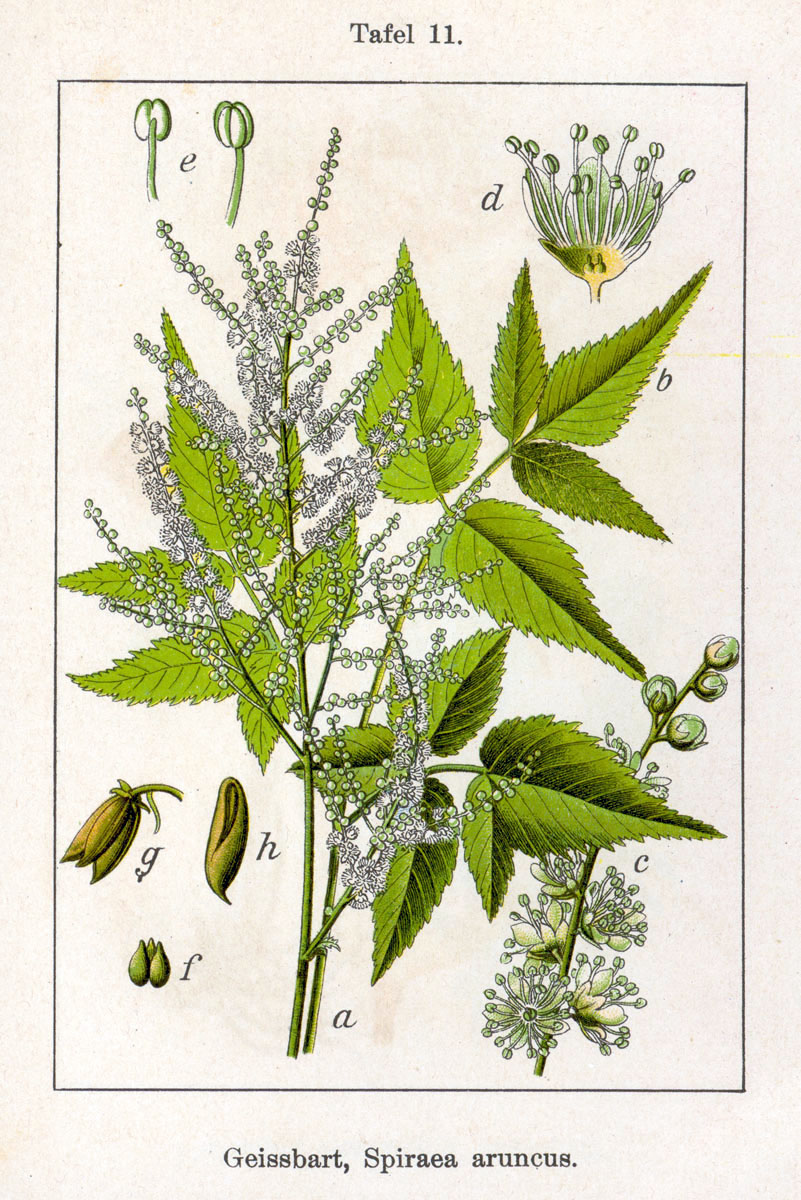
Az 1796-os Deutschlands Flora in Abbildungen-ben